# Emily Azevedo
Emily Dianne Azevedo (Chico, 28 de abril de 1983) es una deportista estadounidense que compitió en bobsleigh en la modalidad doble.
Ganó tres medallas en el Campeonato Mundial de Bobsleigh entre los años 2007 y 2012. Participó en dos Juegos Olímpicos de Vancouver 2010, ocupando el quinto lugar en la prueba doble.

## Palmarés internacional
| Campeonato Mundial | Campeonato Mundial           | Campeonato Mundial | Campeonato Mundial |
| Año                | Lugar                        | Medalla            | Prueba             |
| ------------------ | ---------------------------- | ------------------ | ------------------ |
| 2007               | Sankt Moritz (Suiza)         | Medalla de plata   | Equipo             |
| 2008               | Altenberg (Alemania)         | Medalla de bronce  | Equipo             |
| 2012               | Lake Placid (Estados Unidos) | Medalla de oro     | Equipo             |